# Landshövdingar i Västmanlands län
Landshövdingen i Västmanlands län är chef för Länsstyrelsen i Västmanlands län. Landshövdingen blir under sin ämbetstid även ståthållare på Västerås slott och ingår därmed i de Icke tjänstgörande hovstaterna vid Kungliga hovet.

## Landshövdingar (1634-i dag)
- Ture Eriksson Sparre 1634–1639 (ståthållare från 1633)
- Gustaf Gabrielsson Oxenstierna 1639–1642
- Christer Axelsson Posse 1642–1643
- Claes Stiernsköld 1643–1651
- Knut Kurck 1651–1660
- Gustaf Larsson Sparre 1660–1667
- Ernst Johan Creutz d.ä. 1667–1674
- Mauritz Nilsson Posse 1674–1683
- Balthasar Gyldenhoff 1683–1689
- Lars Wallenstedt 1689–1693
- Polycarpus Cronhielm 1693–1698
- Gustaf Cronhielm 1698–1710
- Ludvig Fahlström 1710–1714
- Casten Feif 1714–1715
- Jonas Cedercreutz 1716–1720
- Gustaf Funck 1720–1736
- Johan Cederbielke 1736–1747
- Fredrik von Friesendorff 1747–1761
- Gabriel Falkenberg af Trystorp 1761–1763
- Fredrik Ulrik Insenstierna 1763–1768
- Olof Malmerfelt 1769–1771
- Carl Carlsköld 1772–1784
- Ulric Gustaf De la Gardie 1784–1809
- Johan Fredrik Lilliehorn 1809–1811
- Johan Wilhelm Liljencrantz 1811–1816
- Thure Drufva 1816–1822
- Fredric Ridderstolpe 1822–1849
- Fredrik Otto Silfverstolpe 1849–1863
- Fredrik Cronstedt 1863–1869
- Reinhold Charpentier 1869–1883
- Fredrik Hederstierna 1883–1900
- Claës Wersäll 1900–1916
- Walter Murray 1916–1937
- Bernhard Gärde 1937–1943
- Conrad Jonsson 1943–1952
- Ragnar Casparsson 1952–1960
- Gustav Cederwall 1960–1980
- Osborne Bartley 1980–1985
- Karl-Lennart Uggla 1985–1989
- Carl Johan Åberg 1989–1990
- Jan Rydh 1991–1999
- Mats Svegfors 2000–2009
- Håkan Eriksson, länsråd, tillförordnad landshövding 1 februari 2009 till 31 maj 2009.
- Ingemar Skogö 1 juni 2009–2015[2]
- Håkan Wåhlstedt 30 januari 2015–31 december 2015[3]
- Minoo Akhtarzand 1 februari 2016[4]–30 november 2021
- Ulrica Gradin, länsråd, tillförordnad landshövding 1 december 2021 till 31 oktober 2022
- Johan Sterte, sedan 1 november 2022[5]